# Каміль Рибіцький
Каміль Рибіцький (пол. Kamil Rybicki; нар. 4 вересня 1996) — польський борець вільного стилю, бронзовий призер чемпіонату світу серед військовослужбовців, учасник Олімпійських ігор.

## Життєпис
Боротьбою почав займатися з 2003 року. У 2014 році став бронзовим призером чемпіонату Європи серед юніорів.
Виступає за спортивний клуб «ЛКС Мазовія» Тересін. Тренер — Артур Албіновський (з 2009).

## Спортивні результати на міжнародних змаганнях

### Виступи на Олімпіадах
| Змагання                    | Збірна | Вагова категорія          | Місце |
| --------------------------- | ------ | ------------------------- | ----- |
| Літні Олімпійські ігри 2020 | Польща | вільна боротьба, до 74 кг | 13    |

### Виступи на Чемпіонатах світу
| Змагання                        | Збірна | Вагова категорія          | Місце |
| ------------------------------- | ------ | ------------------------- | ----- |
| Чемпіонат світу з боротьби 2019 | Польща | вільна боротьба, до 74 кг | 6     |
| Чемпіонат світу з боротьби 2021 | Польща | вільна боротьба, до 74 кг | 24    |
| Чемпіонат світу з боротьби 2022 | Польща | вільна боротьба, до 74 кг | 31    |
| Чемпіонат світу з боротьби 2023 | Польща | вільна боротьба, до 74 кг | 32    |

### Виступи на Чемпіонатах Європи
| Змагання                         | Збірна | Вагова категорія          | Місце |
| -------------------------------- | ------ | ------------------------- | ----- |
| Чемпіонат Європи з боротьби 2021 | Польща | вільна боротьба, до 74 кг | 15    |
| Чемпіонат Європи з боротьби 2022 | Польща | вільна боротьба, до 74 кг | 16    |

### Виступи на Чемпіонатах світу серед військовослужбовців
| Змагання                                                  | Збірна | Вагова категорія          | Місце  |
| --------------------------------------------------------- | ------ | ------------------------- | ------ |
| Чемпіонат світу з боротьби серед військовослужбовців 2021 | Польща | вільна боротьба, до 74 кг | Бронза |

### Виступи на інших змаганнях
| Змагання                                     | Збірна | Вагова категорія          | Місце  |
| -------------------------------------------- | ------ | ------------------------- | ------ |
| Меморіал Вацлава Циолковського 2015          | Польща | вільна боротьба, до 74 кг | 22     |
| Меморіал Вацлава Циолковського 2019          | Польща | вільна боротьба, до 74 кг | Срібло |
| Гран-прі Франції Анрі Деглана 2021           | Польща | вільна боротьба, до 74 кг | 7      |
| Київський Міжнародний турнір з боротьби 2021 | Польща | вільна боротьба, до 74 кг | 30     |
| Меморіал Вацлава Циолковського 2021          | Польща | вільна боротьба, до 74 кг | 5      |
| Гран-прі Іспанії з боротьби 2022             | Польща | вільна боротьба, до 74 кг | 12     |
| Відкритий чемпіонат Загреба з боротьби 2023  | Польща | вільна боротьба, до 74 кг | 20     |
| Турнір Дана Колова — Николи Петрова 2023     | Польща | вільна боротьба, до 74 кг | 7      |
| Гран-прі Іспанії з боротьби 2023             | Польща | вільна боротьба, до 74 кг | Бронза |
| Меморіал Вацлава Циолковського 2023          | Польща | вільна боротьба, до 74 кг | 5      |

### Виступи на змаганнях молодших вікових груп
| Змагання                                       | Збірна | Вагова категорія          | Місце  |
| ---------------------------------------------- | ------ | ------------------------- | ------ |
| Чемпіонат Європи з боротьби серед кадетів 2013 | Польща | вільна боротьба, до 69 кг | 19     |
| Чемпіонат світу з боротьби серед кадетів 2013  | Польща | вільна боротьба, до 69 кг | 16     |
| Чемпіонат Європи з боротьби серед юніорів 2014 | Польща | вільна боротьба, до 66 кг | Бронза |
| Чемпіонат світу з боротьби серед юніорів 2014  | Польща | вільна боротьба, до 66 кг | 15     |
| Чемпіонат Європи з боротьби серед юніорів 2015 | Польща | вільна боротьба, до 74 кг | 13     |
| Чемпіонат Європи з боротьби серед юніорів 2016 | Польща | вільна боротьба, до 74 кг | 7      |
| Чемпіонат Європи з боротьби серед молоді 2015  | Польща | вільна боротьба, до 74 кг | 11     |
| Чемпіонат світу з боротьби серед молоді 2019   | Польща | вільна боротьба, до 74 кг | 12     |